# Herbert Meschkowski
Eduard Gotthelf Herbert Meschkowski (* 13. Februar 1909 in Berlin-Moabit; † 23. März 1990 in Berlin) war ein deutscher Mathematiker.

## Leben
Herbert Meschkowski wuchs in einfachen Verhältnissen auf. Sein Vater arbeitete als Gefangenenaufseher im Untersuchungsgefängnis Moabit.
1927 begann er mit dem Studium der Physik und der Mathematik, unter anderem bei Erhard Schmidt und Ludwig Bieberbach an der damaligen Friedrich-Wilhelms-Universität Berlin, das er 1931 mit einem sehr guten Staatsexamen bei Georg Hamel abschloss. Nach Referendariat (1932–1934) und Assessorenprüfung (1934) unterrichtete er zwei Jahre im Evangelischen Johannesstift Berlin eine Klasse für schwer erziehbare Kinder. Dort lernte er die Erzieherin Magdalena Meitz kennen, die er 1936 heiratete. Im selben Jahr wechselte er als Mathematiklehrer an das Pankower Realgymnasium in Berlin und wurde 1939 Studienrat.
Während der Kriegsjahre arbeitete er überwiegend als Meteorologe im Dienst der Wehrmacht.
1950 promovierte er bei Alexander Dinghas mit dem Thema Über die konforme Abbildung gewisser Bereiche von unendlich hohem Zusammenhang auf Vollkreisbereiche. Meschkowski war Professor an der Freien Universität Berlin und der Pädagogischen Hochschule Berlin. Von 1962 bis 1964 war er Rektor der Pädagogischen Hochschule Berlin. Er befasste sich mit Funktionentheorie und Funktionalanalysis, Fachdidaktik und Fachgeschichte und veröffentlichte zahlreiche Lehrbücher.
Meschkowski befasste sich auch mit Mathematikgeschichte, gab die Briefe von Georg Cantor heraus, schrieb dessen Biographie und eine Geschichte der Mathematik in Berlin. Er schrieb mehrere sich an einen breiteren Leserkreis wendende Bücher über Mathematik. An interdisziplinären Vorhaben nahm er ebenfalls teil: Die Vorlesung „Das Welt- und Menschenbild der modernen Naturwissenschaft“ hielt er zusammen mit den PH-Dozenten Auguste Hoffmann (Humanbiologie), Walter Bünger (Physik), Volkmar Denckmann (Botanik), Martin Hengst (Ernährungswissenschaft) und Reinhold Scharf (Chemie).

## Schriften
- Mathematik verständlich dargestellt. Piper, 1986, 1997
- Herausgeber Lust an der Erkenntnis – moderne Mathematik. Ein Lesebuch. Piper, 1991
- Denkweisen großer Mathematiker- ein Weg zur Geschichte der Mathematik. Vieweg, 1961, 1967, 1990
- Jeder nach seiner Facon – Berliner Geistesleben 1700-1810. Piper, 1986
- Von Humboldt bis Einstein. Berlin als Weltzentrum der exakten Wissenschaften. Piper 1989
- Problemgeschichte der Mathematik. 3 Bände, BI (Bibliographisches Institut, Mannheim) 1978, 1984, 1986
- Wandlungen des mathematischen Denkens – Eine Einführung in die Grundlagenprobleme der Mathematik. BI, 1969, Piper 1985
- Georg Cantor: Leben, Werk, Wirkung. BI, 2. Auflage. 1983 (zuerst 1967 als Probleme des Unendlichen: Werk und Leben Georg Cantors. Friedr. Vieweg & Sohn)
- Mathematiker-Lexikon. BI, 1964, 1980
- Unendliche Reihen. BI, 1962, 1982 (BI Hochschultaschenbücher Bd. 35)
- Reihenentwicklungen in der mathematischen Physik. BI, 1963
- Hilbertsche Räume mit Kernfunktion., Grundlehren der mathematischen Wissenschaft, Springer 1962
- Mathematik und Realität: Vorträge und Aufsätze. BI, 1979
- Richtigkeit und Wahrheit in der Mathematik. BI, 1976, 1978
- Die Mathematik I (Schülerduden), BI, 1972
- Grundlagen der modernen Mathematik. Wissenschaftliche Buchgesellschaft, 1972, 1975
- Einführung in die moderne Mathematik. BI, 1964, 1971
- Ungelöste und unlösbare Probleme der Geometrie. Vieweg 1960, 1975
- Grundlagen der euklidischen Geometrie. BI, 1966, 1974
- Nichteuklidische Geometrie. Vieweg 1954, 1971
- Herausgeber Meyers Handbuch über die  Mathematik. BI, 1967, 1974
- Elementare Wahrscheinlichkeitsrechnung und Statistik. BI, 1972
- Wahrscheinlichkeitsrechnung. BI, 1968
- Mathematisches Begriffswörterbuch. 1965, 1972
- Didaktik der Mathematik. 4 Bände
- Zahlen. BI, 1970
- Funktionen. BI, 1970
- Mathematik als Bildungsgrundlage. Vieweg, 1965
- Differenzengleichungen. Vandenhoeck und Ruprecht, 1959
- Hundert Jahre Mengenlehre. dtv, 1973